# オストロフスキー賞
オストロフスキー賞は、バーゼル大学、ヘブライ大学、ウォータールー大学、デンマークとオランダのアカデミーの大学の国際審査員により審査された優れた数学の成果に対して、毎年与えられる数学賞である。
長年バーゼル大学の教授であったアレクサンドル・オストロフスキー(en:Alexander Ostrowski)は、純粋数学と数学の卓越した業績に対する賞を授与するために財産を残した。
受賞者には10万スイス・フランが授与される。

## 受賞者
- 1989年: ルイ・ド・ブランジュ(フランス / アメリカ)
- 1991年: ジャン・ブルガン(ベルギー)
- 1993年: en:Miklós Laczkovich (ハンガリー)、en:Marina Ratner(ロシア / アメリカ)
- 1995年: アンドリュー・ワイルズ(イギリス)
- 1997年: Yuri V. Nesterenko (ロシア)、en:Gilles I. Pisier(フランス)
- 1999年: アレクサンダー・ベイリンソン(ロシア / アメリカ)、Helmut H. Hofer(スイス / アメリカ)
- 2001年: en:Henryk Iwaniec(ポーランド / アメリカ)、ピーター・サルナック (南アフリカ / アメリカ)、リチャード・テイラー (イギリス / アメリカ)
- 2003年: Paul Seymour(イギリス)
- 2005年: ベン・グリーン(イギリス)、テレンス・タオ(オーストラリア / アメリカ)
- 2007年: オデッド・シュラム(イスラエル / アメリカ)
- 2009年: en:Sorin Popa(ルーマニア / アメリカ)
- 2011年: en:Ib Madsen(デンマーク)、en:David Preiss (イギリス)、en:Kannan Soundararajan (インド / アメリカ)
- 2013年: 張益唐 (中国 /アメリカ)
- 2015年: ピーター・ショルツ (ドイツ) [1]
- 2017年: アクシェイ・ヴェンカテシュ (インド / オーストラリア) [2]
- 2019年: en:Assaf Naor (アメリカ ／ チェコ / イスラエル) [3]
- 2021年: Tim Austin (イギリス)
- 2023年: en:Jacob Tsimerman (カナダ)